# Distance d'un point à un plan
Pour les articles homonymes, voir Distance.

La distance du point A au plan P est AH. Cette distance est inférieure à AM et AM'

Dans l'espace euclidien, la distance d'un point à un plan est la plus courte distance séparant ce point et un point du plan. Le théorème de Pythagore permet d'affirmer que la distance du point A au plan (P) correspond à la distance séparant A de son projeté orthogonal H sur le plan (P).
Si l'espace est muni d'un repère orthonormal, les points peuvent être définis à l'aide de leurs coordonnées dites cartésiennes.
Soit dans l'espace:
- Le point A de coordonnées {\displaystyle (x_{a},y_{a},z_{a})}
- Un point M quelconque du plan P
- Le projeté orthogonal H de A sur P, noté {\displaystyle H(x_{h},y_{h},z_{h})}
- Le plan P d'équation cartésienne: ax + by + cz + d = 0
- {\displaystyle {\vec {n}}{\begin{pmatrix}a\\b\\c\\\end{pmatrix}}} un vecteur normal au plan P

Alors la distance {\displaystyle \delta } du point A au plan P notée {\displaystyle \delta _{\mathrm {A} ,\mathrm {P} }} vaut :
{\displaystyle \delta _{\mathrm {A} ,\mathrm {P} }={\frac {\left|{\vec {n}}\cdot {\vec {MA}}\right|}{||{\vec {n}}||}}}
d'où, {\displaystyle \delta _{\mathrm {A} ,\mathrm {P} }={\frac {\left|ax_{a}+by_{a}+cz_{a}+d\right|}{\sqrt {a^{2}+b^{2}+c^{2}}}}}
Démonstration
Premièrement, on sait que les vecteurs {\displaystyle {\overrightarrow {\mathrm {AH} }}} et {\displaystyle {\vec {n}}} sont colinéaires, on peut donc écrire :
{\displaystyle {\overrightarrow {\mathrm {AH} }}=\lambda \cdot {\vec {n}}}
ce qui revient à,
{\displaystyle {\begin{pmatrix}x_{h}-x_{a}\\y_{h}-y_{a}\\z_{h}-z_{a}\\\end{pmatrix}}=\lambda {\begin{pmatrix}a\\b\\c\\\end{pmatrix}}}
Deuxièmement, {\displaystyle \mathrm {H} \in \mathrm {P} } donc:
{\displaystyle ax_{h}+by_{h}+cz_{h}+d=0}
Ceci revient à résoudre le système suivant:
{\displaystyle \left\{{\begin{matrix}x_{h}=\lambda a+x_{a}\\y_{h}=\lambda b+y_{a}\\z_{h}=\lambda c+z_{a}\\ax_{h}+by_{h}+cz_{h}+d=0\end{matrix}}\right.}
La substitution des coordonnées de H dans la 4e équation par leurs valeurs obtenues dans les 3 premières permet d'écrire :
{\displaystyle a(\lambda a+x_{\mathrm {a} })+b(\lambda b+y_{\mathrm {a} })+c(\lambda c+z_{\mathrm {a} })+d=0}.
ou encore :
{\displaystyle ax_{a}+by_{a}+cz_{a}+d+\lambda (a^{2}+b^{2}+c^{2})=0}.
P étant un plan, a, b, c ne sont pas tous nuls : on a
{\displaystyle \lambda =-{\frac {ax_{a}+by_{a}+cz_{a}+d}{a^{2}+b^{2}+c^{2}}}}
Finalement, la distance de A à P n'est autre que la longueur du vecteur {\displaystyle {\overrightarrow {\mathrm {AH} }}}, donc :
{\displaystyle \delta _{\mathrm {A} ,\mathrm {P} }=\lVert {\vec {AH}}\rVert =\left|\lambda \right|\lVert {\vec {n}}\rVert }
soit {\displaystyle \delta _{\mathrm {A} ,\mathrm {P} }=\left|{\frac {-(ax_{a}+by_{a}+cz_{a}+d)}{a^{2}+b^{2}+c^{2}}}\right|{\sqrt {a^{2}+b^{2}+c^{2}}}}
et enfin {\displaystyle \delta _{\mathrm {A} ,P}={\frac {\left|ax_{a}+by_{a}+cz_{a}+d\right|}{\sqrt {a^{2}+b^{2}+c^{2}}}}}
Ceci termine la preuve.